# Le Secret de l'horloger
Le Secret de l'horloger è un cortometraggio muto del 1907 diretto da Gaston Velle.

## Trama
Il borgomastro bandisce un concorso per la costruzione dell'orologio della città. Un vecchio orologiaio sta pensando a un progetto quando gli appare il diavolo che gli presenta un disegno che lui prende e propone al concorso. il borgomastro accetta il progetto e gli ordina di iniziare il lavoro.
L'orologiaio è nel suo laboratorio alle prese con molle e meccanismi quando ricompare il diavolo che gli chiede come ricompensa la sua anima. Dapprima l'uomo rifiuta: il diavolo, allora, gli mostra via via le meraviglie dell'orologio e di come quell'opera prodigiosa potrà scomparire se lui non accetterà. L'uomo cede e sta per firmare quando sua figlia scivola invisibile nella stanza. Il diavolo e l'orologiaio escono nella piazza dove viene posto l'orologio meraviglioso che suscita l'ammirazione di tutti. Il vecchio viene portato in trionfo, ma in quel momento compare la figlia che rimprovera il padre di aver accettato il patto con il diavolo. E, presa una pietra, la lancia contro il quadrante dell'orologio, distruggendolo. Il diavolo ora pretende l'anima del vecchio ma la figlia, tracciando una croce, lo fa fuggire via.
Il vecchio, ormai delirante, perde la ragione e comincia a soffrire di allucinazioni. Riappare ancora il diavolo, che vuole fargli rispettare il contratto. La figlia cerca di aiutare il padre, ma il diavolo è irremovibile e sta per prenderlo e portarlo via quando dall'alto scende un angelo con la spada, terribile nella sua luce, che sbaraglia il maligno.

## Produzione
Il film fu prodotto dalla Pathé Frères.

## Distribuzione
Distribuito dalla Pathé Frères, il film - un cortometraggio di 232 metri - uscì nelle sale francesi nel 1907. La Pathé lo distribuì anche negli Stati Uniti, dove venne importato e presentato il 30 novembre 1907 con il titolo inglese The Clock-Maker's Secret